# Arundineae
Arundineae es una tribu de plantas herbáceas perteneciente a la familia de las poáceas. El género tipo es: Arundo L.

## Clasificación de Arundineae

### *Referencia:DELTA: L.Watson e M.J.Dallwitz
| Gêneros | Arundo, Dichaetaria( ou Danthonieae?), Gynerium (?), Hakonechloa, Molinia, Phragmites, Thysanolaena (ou Centothecoideae?) |

### *Referencia:GRIN Taxonomy for Plants USDAArchivadoel 2 de noviembre de 2004 enWayback Machine.
| Gêneros | Alloeochaete, Amphipogon, Arundo, Crinipes, Dichaetaria, Dregeochloa, Elytrophorus, Hakonechloa, Leptagrostis, Molinia, Nematopoa, Phragmites, Piptophyllum, Styppeiochloa, Zenkeria |

#### *Referencia:Taxonomy Browser NCBI
| Gêneros | Amphipogon, Arundo, Diplopogon, Dregeochloa, Elytrophorus, Hakonechloa, Molinia, Moliniopsis, Phragmites, Spartochloa, Styppeiochloa |